# Втрати 9-ї артилерійської бригади (РФ)
У статті наведено подробиці поіменних втрат 9-ї артилерійської бригади Збройних сил РФ у різних війнах.

## Російсько-українська війна
| п/п | Прізвище, ім'я, по батькові                                       | Звання            | Дата народження | Дата смерті |
| --- | ----------------------------------------------------------------- | ----------------- | --------------- | ----------- |
| 1.  | Балабанов Сергій Олександрович (рос. Балабанов Сергей Алексеевич) | рядовий           | 09.02.2000      | 08.03.2022  |
| 2.  | Осколков Валерій Дмитрович (рос. Осколков Валерий Дмитриевич)     | старший лейтенант | 14.07.1995      | 11.03.2022  |
| 3.  | Хасанов Олександр Євгенович (рос. Хасанов Александр Евгеньевич)   | єфрейтор          | 23.12.1996      | 14.03.2022  |
| 4.  | Нартікєв Давид Таймуразович (рос. Нартикоев Давид Таймуразович)   | рядовий           | 20.09.2000      | 25.03.2022  |
| 5.  | Ликов Олександр Миколайович (рос. Лыков Александр Николаевич)     | старший лейтенант | 23.07.1991      | 03.05.2022  |
| 6.  | Шульц Михайло Сергійович (рос. Шульц Михаил Сергеевич)            | сержант           | 22.09.1998      | 16.05.2022  |
| 7.  | Кочанжі Павло Сергійович (рос. Кочанжи Павел Сергеевич)           | лейтенант         | 23.05.1999      | 15.08.2023  |
| 8.  | Баранов Іван Олександрович (рос. Баранов Иван Александрович)      | лейтенант         | 28.10.1996      | 07.08.2024  |